# Морской характер
«Морской характер» — советский художественный фильм о Великой Отечественной войне, снятый в 1970 году режиссёром Василием Журавлёвым.

## Сюжет
Этот фильм снят по мотивам рассказов Леонида Соболева. Он рассказывает о героях-защитниках города Одессы, морских пехотинцах, которые сражались против немецких войск в годы Великой Отечественной войны.

## В ролях
| Актёр               | Роль                                 |
| ------------------- | ------------------------------------ |
| Николай Крючков     | старшина Помпей Ефимович             |
| Владимир Дружников  | полковник Филатов                    |
| Пётр Глебов         | полковник Архипов                    |
| Борис Токарев       | Андрей Кротких                       |
| Владимир Костин     | Соловей                              |
| Александр Лукьянов  | Корж                                 |
| Людмила Гладунко    | Татьяна                              |
| Олег Мокшанцев      | командир крейсера                    |
| Валентин Брылеев    | немецкий офицер                      |
| Павел Винник        | Эпизод                               |
| Анатолий Голик      | Эпизод                               |
| Эдуард Изотов       | командир Гущин                       |
| Герман Качин        | Эпизод                               |
| Эрвин Кнаусмюллер   | немецкий полковник                   |
| Иван Косых          | Эпизод                               |
| Пётр Любешкин       | офицер                               |
| Виктор Маркин       | немецкий офицер                      |
| Виктор Мизин        | Эпизод                               |
| Станислав Михин     | морской пехотинец                    |
| Даниил Нетребин     | раненый матрос                       |
| Владимир Протасенко | Эпизод                               |
| Александр Смирнов   | начальник штаба полка морской пехоты |
| Николай Сморчков    | офицер флота                         |
| Кирилл Столяров     | морской пехотинец лейтенант          |
| А. Чинов            | Эпизод                               |
| Геннадий Юдин       | Эпизод                               |
| Геннадий Юхтин      | Эпизод                               |
| Феликс Яворский     | офицер флота                         |

## Съёмочная группа
- Режиссёр: Василий Журавлёв
- Операторы:
  - Владимир Захарчук
  - Леонид Косматов
- Художник: Алексей Лебедев
- Композитор: Леонид Афанасьев

## Технические данные
- Телевизионный, цветной